# Przejście graniczne Jarnołtówek (Biskupia Kopa)-Zlaté Hory (Biskupská Kupa)
Przejście graniczne Jarnołtówek (Biskupia Kopa)-Zlaté Hory (Biskupská Kupa) – polsko-czeskie przejście graniczne na szlaku turystycznym położone w województwie opolskim, w powiecie nyskim, w gminie Głuchołazy, na Biskupiej Kopie, zlikwidowane w 2007.

## Opis
Przejście graniczne Jarnołtówek (Biskupia Kopa)-Zlaté Hory (Biskupská Kupa) w rejonie znaku granicznego nr IV/146 (II/146), zostało utworzone 2 lipca 1997. Czynne było przez cały rok: w okresie wiosenno-letnim (1.04–30.09) w godz. 8.00–20.00, a w drugiej połowie roku w godz. 8.00–18.00. Dopuszczony był ruch pieszych i narciarzy, a od 8 lutego 2002 również rowerzystów. Odprawę graniczną i celną wykonywały organy Straży Granicznej. Doraźnie kontrolę graniczną i celną osób, towarów oraz środków transportu wykonywała Graniczna Placówka Kontrolna Straży Granicznej w Głuchołazach (GPK SG w Głuchołazach).
21 grudnia 2007 na mocy układu z Schengen przejście graniczne zostało zlikwidowane.
Do przekraczania granicy państwowej z Republiką Czeską uprawnieni byli obywatele następujących państw:
1. Republika Austrii
2. Królestwo Belgii
3. Republika Grecji
4. Królestwo Danii
5. Republika Estonii
6. Republika Finlandii
7. Republika Francuska
8. Królestwo Hiszpanii
9. Królestwo Niderlandów
10. Państwo Izrael
11. Japonia
12. Republika Irlandii
13. Republika Islandii
14. Kanada
15. Wielkie Księstwo Luksemburga
16. Republika Litewska
17. Republika Łotewska
18. Republika Federalna Niemiec
19. Królestwo Norwegii
20. Republika Portugalska
21. Republika Słowacka
22. Republika Słowenii
23. Stany Zjednoczone Ameryki Północnej
24. Konfederacja Szwajcarska
25. Królestwo Szwecji
26. Republika Węgierska
27. Zjednoczone Królestwo Wielkiej Brytanii i Irlandii Północnej
28. Republika Włoska
29. Republika Cypryjska[6]
30. Księstwo Liechtensteinu[6]
31. Republika Malty[6].

## Galeria

Przejście graniczne Jarnołtówek (Biskupia Kopa)-Zlaté Hory (Biskupská Kupa)
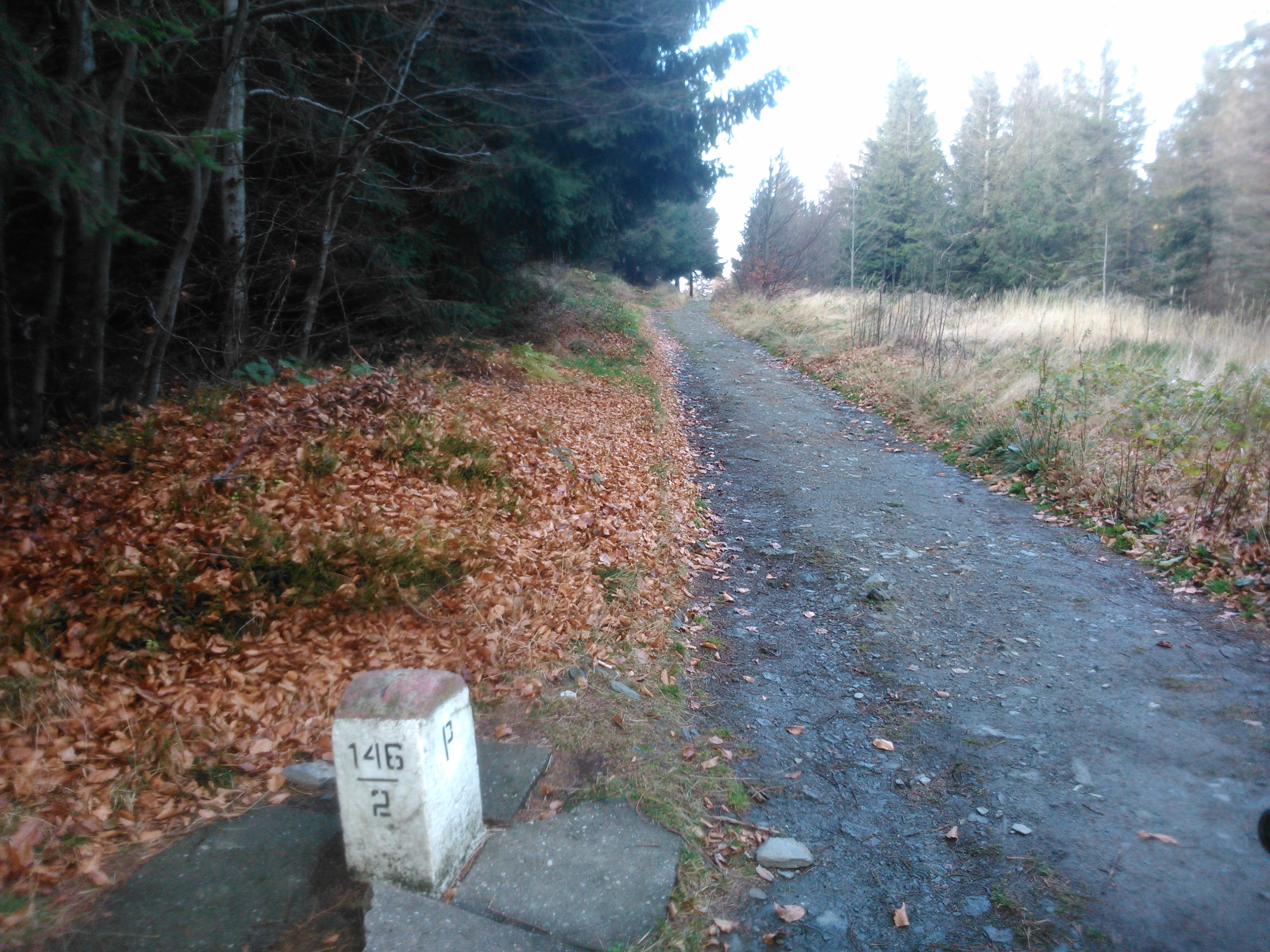
Biskupia Kopa, znak graniczny nr II/146/2 (listopad 2014)
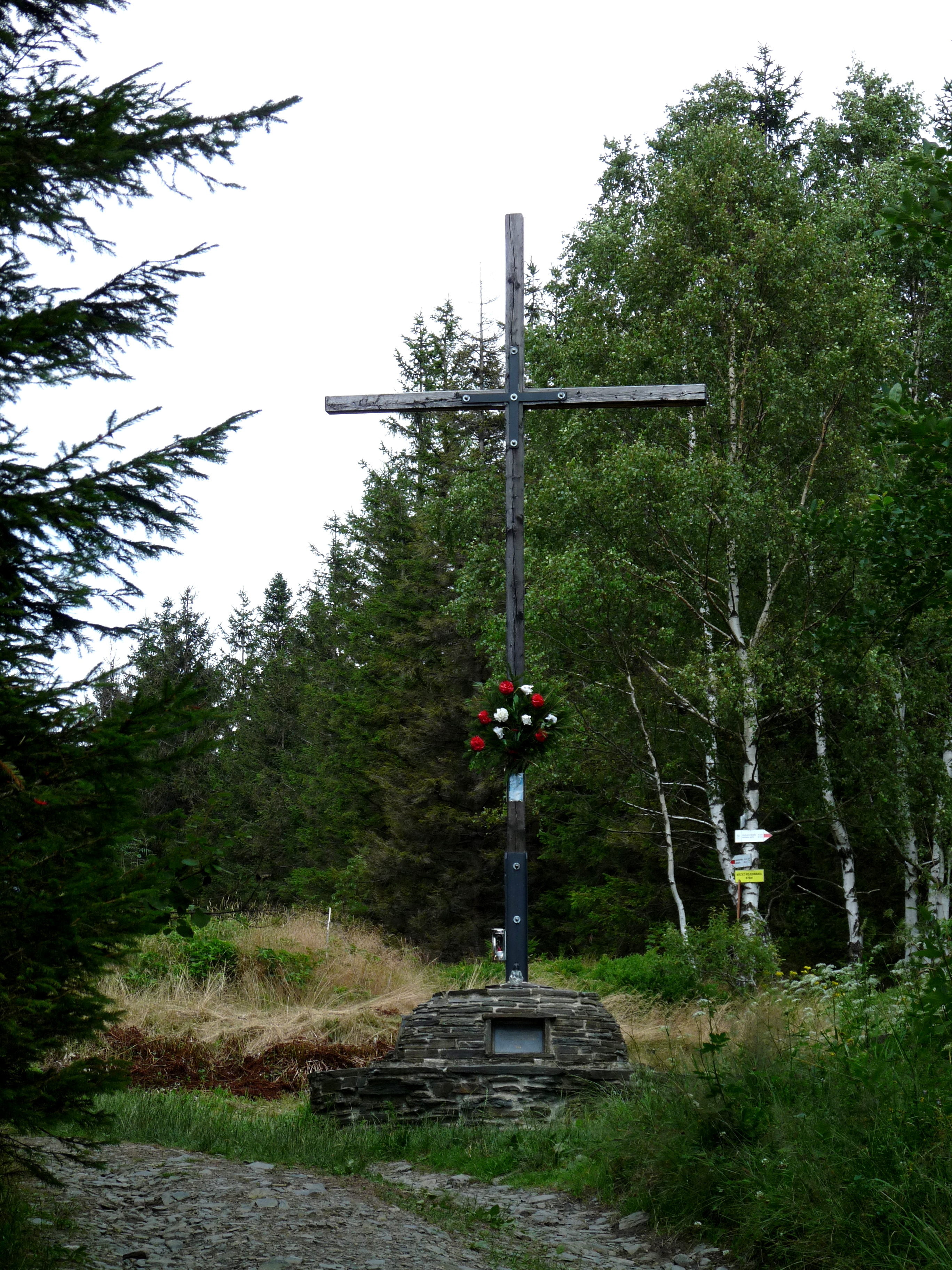
Biskupia Kopa, krzyż w rej. znaku gran. nr II/146 (lipiec 2009)